# 6726 Suthers
A 6726 Suthers (ideiglenes jelöléssel (6726) 1991 PS) a Naprendszer kisbolygóövében található aszteroida. Henry E. Holt fedezte fel 1991. augusztus 5-én.